# Ярмуратій Анна Миколаївна
А́нна Микола́ївна Ярмура́тій, до шлюбу Кучевська (1991—2022) — українська військовослужбовиця, учасниця російсько-української війни, кавалер ордена Данила Галицького (посмертно).

## Життєпис
Народилася в 1991 році в селі Жерденівка на Вінниччині. Закінчила жерденівську середню школу, по тому здобула вищу освіту в Уманському університеті. З родиною була учасницею народного колективу Новоселівського сільського клубу.
Була призвана на військову службу за контрактом до Збройних Сил України в 2016 році, була учасницею АТО/ООС. Проходила військову службу в 59-й окремій мотопіхотній бригаді імені Якова Гандзюка, штаб-сержант. На Донбасі познайомилась з Сергієм. У липні 2017 року вони розписались у Жерденівці та вирішили, що мешкати будуть тут.
Загинула 17 липня 2022 року внаслідок ворожих ракетних обстрілів, рятуючи життя побратимів у місті Миколаєві.
Похована 19 липня 2022 року в селі Жерденівці.
Без доньки лишились мама Зінаїда Сергіївна, старша сестра  та племінник Владислав.
Племінник Владислав також служив в 59 ОМПБр, загинув 12 лютого 2024, повний кавалер ордена «За мужність».

## Нагороди
- Орден Данила Галицького (16.07.2024) — за особисту мужність, виявлену у захисті державного суверенітету та територіальної цілісності України, самовіддане виконання військового обов'язку[1].

## Вшанування пам'яті
На фасаді школи села Жерденівки відкрито і освячено меморіальну дошку пам'яті Анни Ярмуратій.